# Косинг
Косинг — фракийский правитель и жрец кебренов и скаибоев, живший, предположительно, во второй половине VI века до н. э.
О Косинге известно из рассказа Полиена — как о жреце Геры и вожде проживавших на реке Арисб, впадавшей в Гебр, кебренов и скаибоев. По словам древнегреческого писателя, фракийцы отказывались повиноваться Косингу. Тогда он, соединив вместе множество деревянных лестниц, поднял их вверх и заявил о своём намерении подняться на небо и рассказать богине о непослушных. Испугавшись этого, фракийцы заявили о своём повиновении.
По мнению Л. А. Гиндина и В. Л. Цымбурского, под Герой могла подразумеваться фракийская богиня Бендида. Как отметил исследователь К. А. Анисимов, архаичный характер отношений царя-жреца со своими соплеменниками показывает, что сообщение о Косинге восходит к очень раннему времени. Исследователь датирует «царство Косинга» приблизительно второй половиной VI века до н. э. — до подчинения кебренов и скаибоев Одрисским царством.